# Debri, Iavoriv
Debri (în ucraineană Дебрі) este un sat în comuna Verbleanî din raionul Iavoriv, regiunea Liov, Ucraina.

## Demografie
Componența lingvistică a localității Debri
     Ucraineană (100%)
Conform recensământului din 2001, toată populația localității Debri era vorbitoare de ucraineană (100%).